# Глухівський професійний ліцей
Глухівський професійний ліцей (Hlukhovsky vocational lyceum) створений як професійно-технічне училище. Пріоритетним напрямком діяльності якого є організація виробничого навчання через циклічну структуру підготовки робітників для деревообробної, металообробної, та інших галузей. Результативно діє система співпраці з роботодавцями.
Ліцей займається підготовкою перукарів, столярів, теслярів, штукатурів, пічників, малярів, кондитерів, кухарів, швачок та ін.